# بیدام
ژنرال بیدام یکی از وزیران دربار ملکه سوندوک بود او بخاطر رهبری شورشی که علیه ملکه سوندوک ترتیب داده بود، در تاریخ سه پادشاهی کره مشهور است. قبل از شورش، وی مقام سانگددونگ (بالاترین مقام دربار) را داشت. جزئیات مربوط به تولد یا دستاوردهایش به دلیل اینکه اسناد واقعی که حاوی این موارد باشد وجود ندارد، مبهم است. با این حال سانگددونگ بودن، می‌تواند به این معنی باشد که او بخشی از اشراف سلطنتی بوده‌است.

## شورش علیه ملکه سوندوک
در سال ۶۳۵، کیم بیدام توسط ملکه سوندوک برای بالاترین مقام دربار (سانگددونگ) منصوب شد. در آن زمان، سلامتی ملکه رو به وخامت بود و دیگر نمی‌توانست وظایف خود را مانند گذشته انجام دهد، بنابراین بیشتر کارها را به بیدام واگذار کرد. در آن زمان، شیلا از حملات نیروهای متحد بکجه و گوگوریو که بیش از ۴۰ قلعه را از قسمت غربی شیلا گرفتند رنج می‌برد. از سوی دیگر، اعضای نجیب‌زاده شورای هوابک نیز نگران افزایش نفوذ ملکه حاکم بودند. ملت در نقطه بحران بود و دور از ویرانی نبود. دو سال پس از انتصاب، بیدام شورشی را برای برکناری ملکه انجام داد و اظهار داشت:"پادشاه زن نتوانست کشور را اداره کند، بنابراین زنان باید از فرمانروایی دست بردارند". بیدام شخصی بود که نفوذ سیاسی شدیدی بر دربار داشت و بالاترین مقام را در کنار شاه داشت و شهرت او در بین مردم نیز بالا بود. به همین دلیل، بسیاری از آنها از هدف وی حمایت کردند و آن را به بزرگ‌ترین شورش در تاریخ شیلا تبدیل کردند. او حامیان خود را در قلعه میونگوالسال جمع کرد تا خود را برای نبرد با کیم یوشین و ارتشش در قلعه وول که ملکه در آن زندگی می‌کند آماده کند. شورش در حدود ۸ فوریه ۶۴۷ آغاز شد و در ۱۷ فوریه ۶۴۷ به پایان رسید. ملکه سوندوک قبل از سرکوب کامل شورش درگذشت. دخترعمو او ملکه جیندوک بعنوان ملکه حاکم بعدی شیلا اعلام شد، بعد از اینکه ملکه جیندوک به قدرت رسید در ۲۶ فوریه ۶۴۷ (۹ روز پس از مرگ ملکه سوندوک) دستور اعدام بیدام و ۳۰ نفر از مردانش را به همراه کل خانواده آنها صادر کرد. اگرچه برخی از داستانها می‌گویند که بیدام در میانه شورش خود مرد، اما باعث شد که این حادثه تنها کمتر از ۱۰ روز پس از شروع به پایان برسد. درحالی که ملکه سوندوک، تنها دو روز پس از شروع شورش درگذشت.
در مورد شورش بیدام حکایتی وجود داشت که می‌گوید: در شب قیام بیدام، بیدام دید که ظاهراً یک ستاره در حال سقوط بر روی قلعه وول، جایی که ملکه در آن اقامت دارد، افتاد. بیدام از آن به عنوان نشانه سقوط ملکه برای تشویق پیروان خرافی خود استفاده کرد. وقتی ملکه این را شنید، از ترس لرزید، اما کیم یوشین او را آرام کرد و به او گفت نگران نباشید زیرا او قصد داشت شورش را سرکوب کند. سپس یک مترسک سوزان را به یک بادبادک بزرگ وصل کرد و آن را در آسمان به پرواز درآورد تا به نظر برسد که این ستاره دوباره به جای خود بازگشته است. وقتی پیروان بیدام آن را دیدند، بسیار دلسرد شدند و روحیه آنها پایین آمد. سپس شورش توسط کیم یوشین و کیم آلچون سرکوب شد.

## دلیل شورش بیدام
دلیل شورش بیدام هنوز قابل بحث است.
حمله مداوم نیروهای متحد بکجه و گوگوریو تقریباً تمام پادشاهی را به ویرانی کشاند. آنها زمینها و دژها را از دست دادند. ملکه مالیات افراد فقیر را کاهش داده بود اما بسیاری از معابد و مجسمه‌ها را با هزینه زیادی برای خزانه سلطنتی ساخته بود. آنها مورد تمسخر امپراتور تانگ قرار گرفتند و برای بدتر شدن اوضاع، ملکه سئوندئوک تصمیم گرفت هوآنگنی‌اونگسا را بسازد (که در آن زمان بلندترین معبد نامیده می‌شد) - تصمیمی که مردمش از آن استقبال نکردند، هزینه‌های مربوط به معبد مذکور، در زمانی که این صندوق بیشترین نیاز را داشت. بیدام و یئومجونگ از این امر به عنوان یکی از دلایل شورش خود استفاده کردند.
شورش او ممکن است به دلیل داشتن یک حاکم زن دیگر (ملکه جیندوک) بعد از ملکه سوندوک باشد، به دلیل تحقیرها و از دست دادن قدرت شیلا در دوران آنها؛ به گفته امپراتور تانگ، دلیل اینکه آنها از تهاجم مداوم رنج می‌بردند این بود که کشورهای همسایه آنها از شیلا به خاطر داشتن یک زن به عنوان فرمانروا نمی‌ترسیدند.
طبق رسوم شیلا، در صورت از بین رفتن پادشاه بدون جانشین مشروع، ممکن است سانگددونگ به عنوان حاکم جدید به تخت برسد، هر جانشین دیگری باید ابتدا توسط شورای هوابک تأیید شود. بیدام، که در آن زمان سانگددونگ بود و از شهرت و نفوذ خوبی بر دربار برخوردار بود، محتمل‌ترین جانشین تاج و تخت بود. با این حال حتی با تأیید هواباک، ملکه جیندوک به‌عنوان جانشین اعلام شد.
اما بیدام، که مورد علاقه ملکه قرار گرفته بود، نباید دلیلی برای دشمنی ناگهانی خود داشته باشد. بدون این که کسی متوجه شود - مخصوصاً ملکه؛ بنابراین برخی از مورخان معتقد بودند که بیدام، ممکن است فقط قربانی دستکاری‌های سیاسی کیم یوشین باشد، که در تلاش برای ایجاد سلطنت مطلق برای کیم چونچو بوده‌است. پس از ازدواج کیم چونچو با خواهر کیم یوشین، بین طرفداران کیم یوشین و حامیان کیم چونچو اتحادی برای تشکیل پادشاهی مطلقه ایجاد شد. این اتحاد چیزی است که به کیم یوشین نفوذ و قدرت قوی در دربار داد و با قدرت بیدام در آن زمان رقابت کرد. این مشکل پس از انتصاب بیدام به عنوان سانگدائدونگ شروع می‌شود - موقعیتی که بیدام را به قدرتمندترین مرد شیلا تبدیل کرد.
یکی از نظریه‌های مربوط به آن این بود که: در مدتی که وضعیت سلامتی ملکه سئوندئوک بدتر می‌شد، صحبت در مورد جانشین او به خصوص به این دلیل که ملکه سئوندئوک از نام جانشین خود (از ترس دستکاری) امتناع کرد، مورد بحث قرار گرفت. بیدام، که در آن زمان سانگدائدونگ بود و مورد علاقه مردم نیز بود، قوی‌ترین شانس را دارد که فرمانروای بعدی شود. یک شب، کیم یوشین یک کودتای مخفی را در داخل قصر آغاز کرد و با سربازان خود تمام محل قصر را محاصره کرد و اجازه نداد کسی از طرف حریف وارد شود. وقتی ملکه پرسید این همه سروصدا برای چیست؟ یوشین به او گفت که بیدام به او خیانت کرده و قصد دارد کودتایی را برای برکناری او انجام دهد، ملکه در ابتدا حرف او را باور نکرد، اما روزها گذشت و بیدام و بقیه اشراف به حضور ملکه نرفتند بیدام و اشراف سلطنتی که این خبر را شنیدند از تصور آنها برای غصب تاج و تخت خشمگین شدند و سربازان و حامیان خود را برای حرکت به سمت کاخ جمع کردند. سپس یک پیام رسان آمد و به ملکه گزارش داد که اشراف سلطنتی به رهبری بیدام با تمام ارتش خود به سمت قصر حرکت می‌کردند. ملکه از این خبر شوکه و مأیوس شد؛ اما کیم یوشین او را آرام کرد و این را به او گفت"بیدام یک خائن بود که به ملکه خود خیانت کرد. اما نترس! زیرا من برای سرکوب او برنامه ای دارم". با این حال، مدت زیادی بعد از آن، ملکه سئوندئوک درگذشت. اگرچه برخی از داستانها می‌گویند ملکه سئوندئوک، ممکن است توسط یکی از سربازان کودتاچی کشته شده باشد؛ بنابراین، علیرغم اینکه شورش بیدام به عنوان یکی از بزرگ‌ترین شورش‌های تاریخ شیلا گفته شد - حتی ۱۰ روز هم دوام نیاورد، زیرا برنامه‌ریزی نشده بوده‌است.
برخی استدلال می‌کردند که اگر بیدام واقعاً با ایده داشتن یک فرمانروای زن مخالف بود، او باید زودتر از آن زمانی که آنها هنوز برای تصاحب تاج و تخت رقابت می‌کردند، علیه ایده پادشاهی زنان قیام می‌کرد و نه در زمانی که ملکه سئوندئوک به اندازه کافی بیمار بود. بیدام، باید آنقدر عاقل بوده باشد که عواقب یک شورش نافرجام را بداند. نام خود، کل طایفه اش، موقعیتش و همه چیزهایی را که برای آن زحمت کشیده‌است، که با رهبری شورش در معرض خطر قرار ندهد.

## عواقب بعد از شورش
شورش بیدام باعث تغییرات زیادی در شیلا شد. به دلیل این شورش نافرجام، نفوذ اشراف داخل دربار کاهش یافت و از آنجا که اشراف سرکش پاکسازی شدند، قدرت پادشاه به‌طور محکم بر شیلا برقرار شد. پادشاه موییل (کیم چانچو) بیش از ۶۰ قانون را با هدف ایجاد یک دولت متمرکز در شیلا بر اساس سیستم حقوقی تصویب کرد.
کودتای بیدام «بزرگ‌ترین شورش در تاریخ شیلا» محسوب می‌شود. همچنین اعتقاد بر این است که بیدام رقیب اصلی خود برای قدرت در شیلا را کیم یوشین می‌دانست.

## نظریه‌هایی در مورد اوایل زندگی او
گفته می‌شود که بیدام و آلچئون از لحاظ سنی به یکدیگر نزدیک بودند و در زمان پادشاه جینپیونگ خدمت می‌کردند. و از آنجا که آلچئون هوآرانگ بود، این احتمال وجود دارد که بیدام در دوران جوانی خود هوآرانگ بوده و بعدها به خاطر دستاوردهای خود ارتقاء می‌یابد. اعتقاد دیگر این بود که او زمانی عالمی بود که مردم دوستش داشتند. گفته می‌شود که او و آلچئون، همراه با کیم یونگ چون، افرادی هستند که پشت‌صحنه حامی ملکه سئوندئوک در زمان شاهزاده خانمی او بودند. قبیله سیاسی وی ممکن است نقش مهمی در سقوط گایا در طول جنگ گایا-شیلا داشته باشد و باعث رقابت بین او و کیم یوشین شده باشد.

## تصویرسازی‌های مدرن
- در سال ۲۰۰۹ کیم نام گیل و پارک جی-بین در مجموعه تلویزیونی ملکه سئوندوک.
- در مجموعه تلویزیونی رؤیای فرمانروای بزرگ توسط چوی چول هو.